# Le Temps des vacances
Pour plus de détails, voir Fiche technique et Distribution.
Le Temps des vacances est un film français réalisé par Claude Vital, sorti en 1979.

## Synopsis
Dans « l'école de la Vallée », à l'approche des vacances, la vie des élèves va être bouleversée par l'arrivée d'un nouveau professeur.

## Fiche technique
- Titre : Le Temps des vacances
- Réalisation : Claude Vital, assisté de Marc Rivière
- Scénario : Marcel Dassault et Claude Vital
- Photographie : Vladimir Ivanov
- Musique : Jean-Jacques Debout
- Générique : Chantal Goya
- Pays de production :  France
- Langue : Français
- Format : Couleur - 35 mm - 1,66:1 - Mono
- Genre : Comédie
- Année de tournage : 1978
- Durée : 95 minutes
- Date de sortie : 
  - France : 24 janvier 1979

## Distribution
- Eléonore Klarwein : Marie
- Nathalie Delon : Martine, la mère de Marie
- Daniel Ceccaldi : Norbert
- François-Eric Gendron : Laurent, le professeur de mathématiques
- Jean-Loup Lafont : Thierry
- Jean Lefebvre : Alexandre
- Bernard Menez : Guy, professeur d'éducation physique
- Phillis Roome : Marielle, professeur d'éducation physique
- Jacques Monod : le directeur
- Jean Le Gall : Pichon, le professeur d'histoire
- Roland Armontel : Delajambe, le professeur de musique
- Raymond Kirstetter : le professeur d'allemand
- Chantal Goya : Chantal Goya
- Thierry Le Luron : Thierry Le Luron
- Gérald Hemery : François Hemeron
- Dorothée Jemma : Natacha
- Robert Dalban : le Belge
- Elisabeth Rambert : la Belge
- Gérard Chambre : Grégory
- Jean Luisi : Pierrot
- Leah Lourie : l'Américaine
- Céleste (pseudonyme de Dominique Lecorre-Baconnet) : Anne
- Eve Corrigan : Véronique
- Carole Martin : Patty
- Gisèle Mai-Tournier : une asiatique
- Tcheng Pham (pseudonyme de Trang Pham) : une asiatique
- Jean Valmont : Bruno
- Philippe Castelli : le maître d'hôtel d'Alexandre
- Jean Panisse : le patron du bistrot
- André Ketty (pseudonyme d'André Brachetti) : le paysan intellectuel
- Huguette Funfrock : le sosie de la reine d'Angleterre
- Olivier Jurion : un moussaillon
- Benoît Jurion : un moussaillon
- Malène Sveinbjornsson : Sophie
- Barbara Blanche : Agnès
- Lionel Melet : Henri
- Laurent Beddouk : Laurent
- Nigel Stoker : Croupier
- Arthur Boisnard : Arthur
- Bernard Musson
- Grete Frohlich
- Volker Blume
- Otto Mrazek
- Cornelius Soptica
- Julien Beddouk